# Rađevići (Pljevlja)
Pour les articles homonymes, voir Rađevići.
Rađevići (en serbe cyrillique : Рађевићи) est un village du nord du Monténégro, dans la municipalité de Pljevlja.

## Démographie

### Évolution historique de la population
| 1948 | 1953 | 1961 | 1971 | 1981 | 1991 | 2003 |
| ---- | ---- | ---- | ---- | ---- | ---- | ---- |
| 184  | 186  | 223  | 242  | 166  | 126  | 95   |